# رد اسکلتون
رد اسکلتون (انگلیسی: Red Skelton; ۱۸ ژوئیهٔ ۱۹۱۳ – ۱۷ سپتامبر ۱۹۹۷) هنرپیشه و آهنگساز اهل ایالات متحده آمریکا بود.